# Око лобстера (оптика)

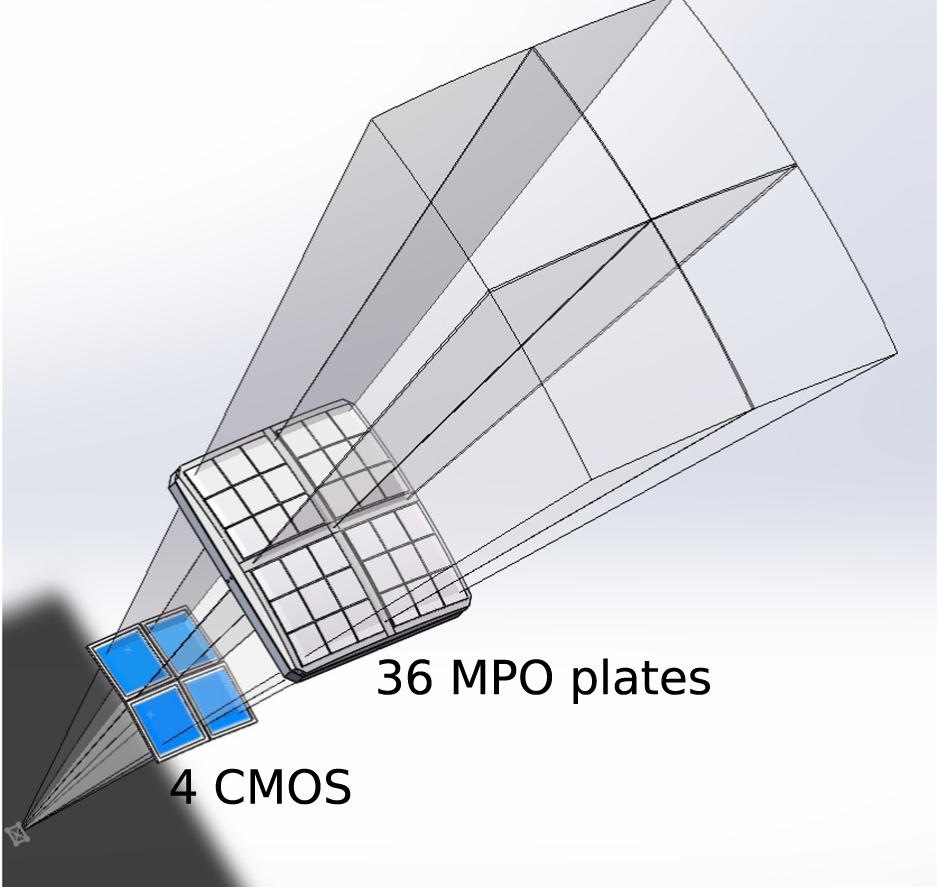
Оптична система «око лобстера» телескопа.

Око лобстера (англ. Lobster-eye optics) — схема в рентгенівській оптиці, яка імітує структуру ока лобстера і може мати надшироке поле зору. Застосування цієї схеми в рентгенівській астрономії дозволяє не тільки спостерігати за заздалегідь обраними об'єктами, а й здійснювати безперервний моніторинг великих областей небесної сфери. Хоча «око лобстера» було запропоновано ще в 1970-х роках, воно було вперше використане для астрономічних спостережень лише в місії Lobster Eye Imager for Astronomy (LEIA) на китайському космічному апараті-демонстраторі технологій SATech ‑ 01, запущеному в 2022 році. За цією ж схемою збудовано ширококутний рентгенівський телескоп WXT, встановлений на запущеній у січні 2024 року космічній обсерваторії Einstein Probe, створеній Китайською академією наук. Планується застосування «ока лобстера» у низці інших проєктів космічних рентгенівських телескопів. Прилади, побудовані за цією схемою, знаходять застосування також у медицині та системах безпеки.

## Опис

Хід променів у системі «око лобстера».

Хрестоподібна функція розсіювання точки «оком лобстера».

Оптична система «око лобстера» імітує структуру складних очей лобстерів, зібраних з багатьох довгих вузьких комірок квадратного перерізу, розташованих на сферичній поверхні. Ці комірки не мають заломлюючих елементів, зображення фокусується завдяки тому, що промені, що падають з одного напрямку, відбиваються від внутрішніх стінок різних комірок під різними кутами. Рентгенівська оптична система побудована за тим же принципом — вона є вигнутою пластиною, усіяною безліччю мікроканальних отворів (або мікропор) квадратного перерізу. Рентгенівське випромінювання, що входить у ці канали під малими кутами, фокусується за рахунок відбиття від їхніх стінок. Велика кількість каналів, що мають різні напрямки, дозволяє отримати широке поле зору, а фокусування підвищує світлочутливість.

Ширококутна рентгенівська оптична система була запропонована в 1975 співробітником Інституту позаземної фізики Макса Планка В. Шмідтом. У цій схемі, званій «коліматорним фокусуючим об'єктивом Шмідта», використовуються дві групи тонких плоских відбивачів з фольги, розташовані перпендикулярно одна до одної. Пластини в кожній групі розташовані віялом, по периметру циліндрів різних радіусів. Рентгенівські промені, що приходять з одного напрямку, відбиваються від різних пластин одного віяла під різними кутами і фокусуються в лінію на поверхні циліндра з радіусом удвічі меншим, ніж радіус твірного циліндра. Два перпендикулярно розташованих віяла фокусують промені від точкового джерела в дві перпендикулярні лінії (хрест) з максимальною яскравістю в точці їх перетину. Поле зору такої системи теоретично може становити до 360 градусів за азимутом і до 90 % тілесного кута в полярному напрямку, тобто майже повністю охоплювати півсферу.

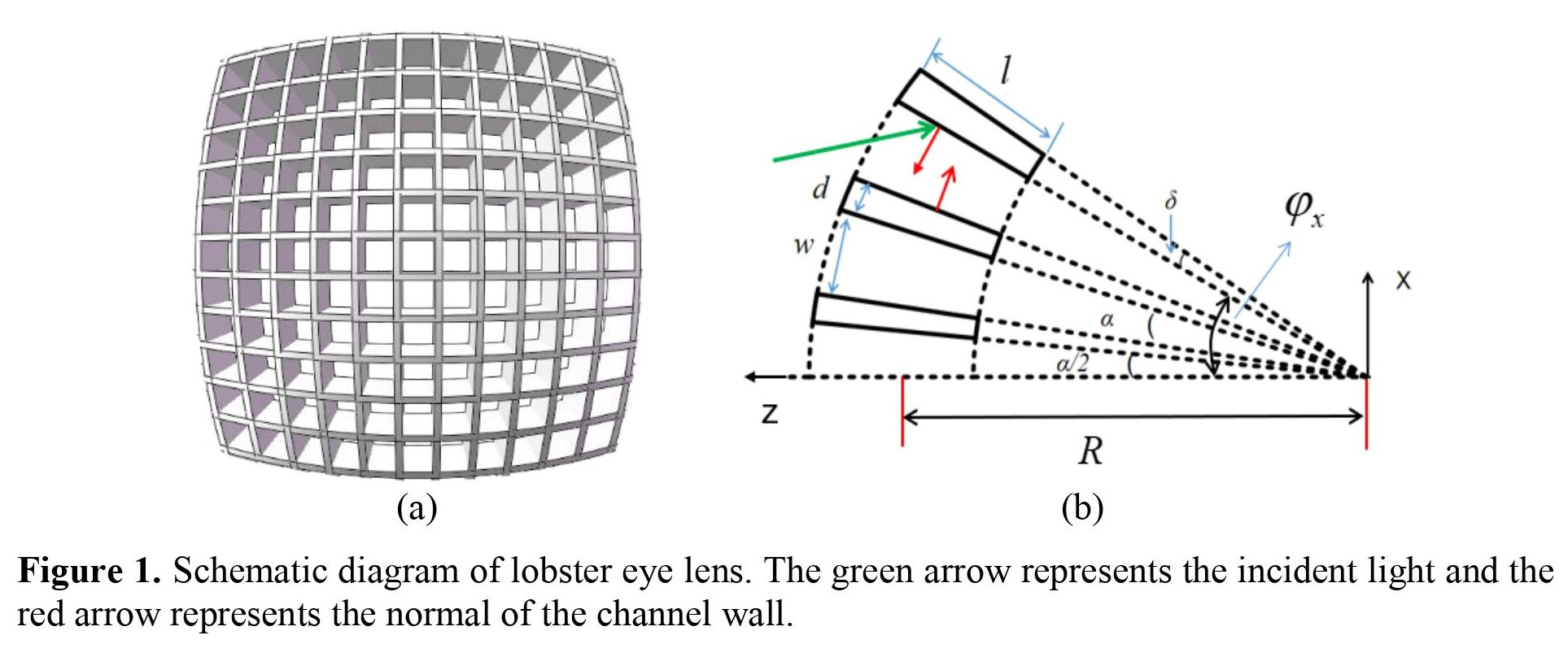
Двовимірна фокусуюча схеми Енджела

У 1979 році астроном Р. Энджел запропонував схему для фокусування рентгенівських променів, яку прийнято називати «оком омара». Схема Енджела може розглядатися як особливий випадок системи Шмідта, де два переперехресні віяла відбивачів, розташовані по периметру циліндрів однакових радіусів {\displaystyle {R}}, утворюють структуру у вигляді вигнутого сферичного сегмента з безліччю квадратних каналів. Наприкінці 1980-х та на початку 1990-х років були запропоновані методи створення рентгенівської оптики типу «око омара» з мікроканальних пластин, використовуваних в електронних помножувачах. Проведені експерименти показали, що стандартні мікроканальні пластини з круглими каналами (порами) не підходять для створення фокусуючих систем, натомість як пластини з квадратними порами розміром в десятки мікрон різко збільшують ефективність фокусування за рахунок відбиття від стінок каналів і можуть бути застосовані для створення фокусуючої рентгенівської оптики з досить високою роздільною здатністю й ефективністю використання поверхні. Для отримання широкого поля зору застосовують вигнуті мікроканальні пластини, одержувані витягуванням, плавленням і травленням волокон свинцевого скла, з товщиною 1-4 мм, квадратними порами розміром 20-40 мікронів і перегородками між порами товщиною в одиниці мікронів. Зовнішні стінки перегородок між порами покривають плівкою з алюмінієвого сплаву, а стінки каналів — тонким відбивним шаром іридію.
У системі «око лобстера» зображення у фокусі формується променями, що послідовно відбилися від сусідніх стінок каналу і концентруються на фокальній поверхні {\displaystyle {F}} з радіусом {\displaystyle {R}/2}. Промені, що приходять з різних напрямків, відбиваються від стінок каналів під різними кутами і фокусуються в різних точках фокальної поверхні. Зображення точкового джерела, що генерується у фокусі, є хрестоподібною структурою з яскравою плямою {\displaystyle {A}} в центрі, що формується променями, відбитими від двох ортогональних стінок каналу, двома менш яскравими лініями {\displaystyle {B}} і {\displaystyle {C}}, утвореними променями, що відбилися тільки від однієї зі стінок, і слабким розсіяним тлом {\displaystyle {D}} від променів, що пройшли комірки без відбиття. Основний недолік «ока лобстера» — необхідність великого розміру детекторів, що встановлюються на вигнутій фокальній поверхні системи та реєструють зображення.
Кутову роздільну здатність системи «око лобстера» {\displaystyle \Delta \Theta {g}} можна оцінити як відношення розміру каналу (мікропори) {\displaystyle {d}} до фокусної відстані, рівної {\displaystyle {R}/2}: {\displaystyle \Delta \Theta {g}=2{d}/{R}}. Повне поле зору {\displaystyle {FoV}} формується всіма каналами і для системи з {\displaystyle {N}\times {N}} каналами визначається як {\displaystyle {FoV}={N}(2{d}/{R})={N}\Delta \Theta {g}}. Розмір поля зору залежить тільки від кутових розмірів оптичної системи й детектора, кутова роздільна здатність системи тим вище, чим менший розмір пор і більша фокусна відстань. Але велика фокусна відстань ускладнює побудову систем із широким полем зору, а вибір розміру каналів (мікропор) обмежений технологією виготовлення мікропористих пластин і залежить від довжини хвилі досліджуваного випромінювання. Для енергій в районі 1 кеВ оптимальний розмір комірки, з урахуванням компенсації всіх істотних аберацій, дорівнює приблизно 25-30 мікрон при довжині каналу 1-2 міліметри. Теоретично досяжна межа роздільної здатності для ширококутної системи з фокусною відстанню близько 30 см становить при цьому близько 30 кутових секунд. Реально досяжна роздільна здатність залежить від технології й точності виготовлення об'єктивів, які збираються з кількох мікропористих пластин, а також ряду зовнішніх факторів. Роздільна здатність ширококутного рентгенівського телескопа WXT, встановленого на космічній обсерваторії Einstein Probe, становить близько 5 кутових мінут.

## Застосування

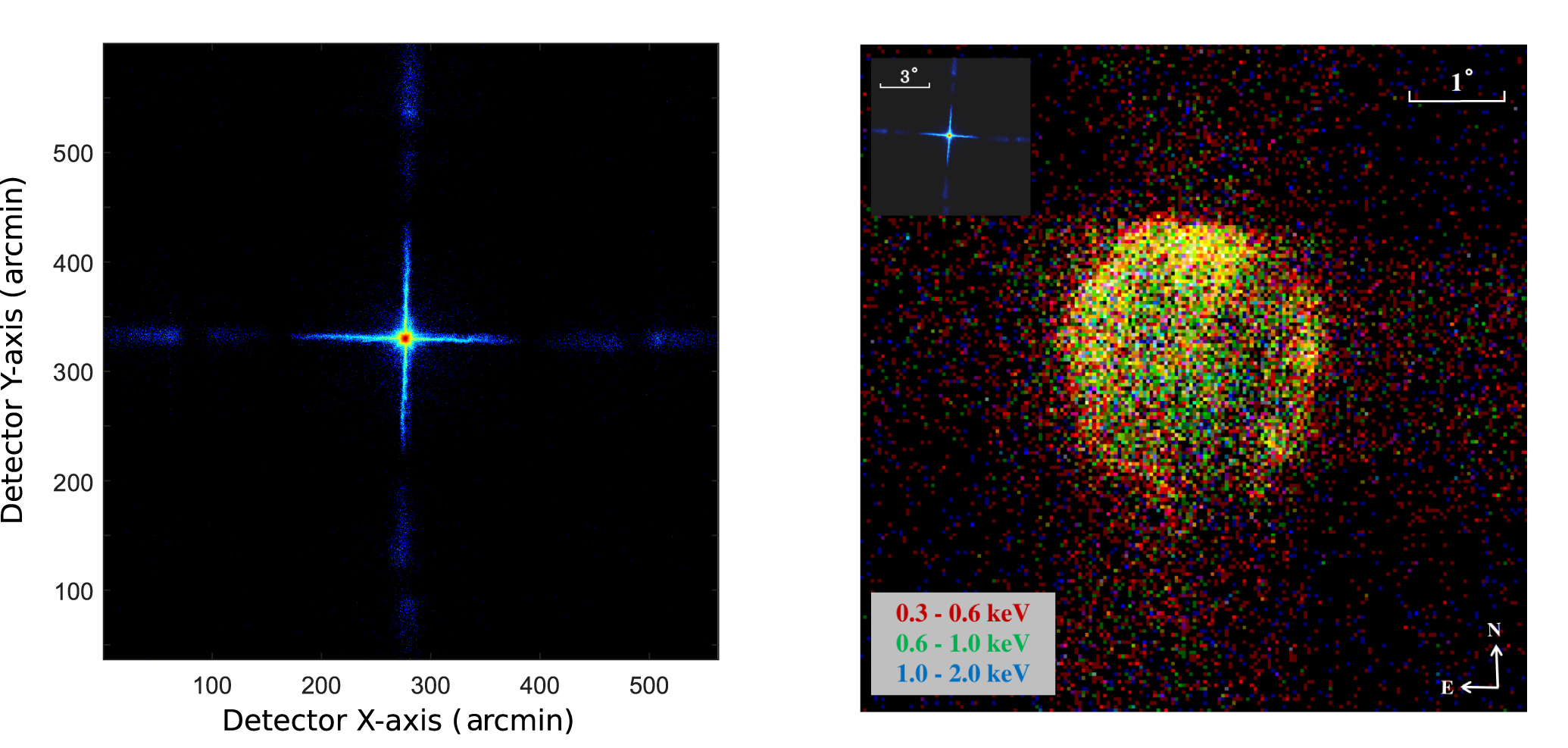
Рентгенівські зображення, отримані телескопом. Ліворуч: джерело Скорпіон X-1, праворуч: Петля Лебедя.

Більшість рентгенівських телескопів мають обмежене поле зору, трохи більше 1°. Вони мають високу роздільну здатність і забезпечують точне вимірювання вибраних для спостереження джерел. При цьому існує необхідність інструментів іншого типу, які могли б безперервно спостерігати великі області видимої небесної сфери і виявляти події, які неможливо передбачити заздалегідь, а також здійснювати довгостроковий моніторинг змінних джерел. Для таких застосувань не потрібно високої роздільної здатності, але необхідне широке поле зору. «Око лобстера» забезпечує великі кути огляду при прийнятній роздільній здатності, що робить його перспективним інструментом для астрономічних спостережень.
У 2017 році на чеському наносупутнику VZLUSAT-1 було запущено експериментальний рентгенівський телескоп, який використовує спрощену одновимірну оптику Шмідта та оптичну маску у вигляді розташованого перед оптичною системою тонкого стрижня, що дозволяє локалізувати положення об'єкта у другому вимірі. Поле зору цього інструменту становить 3,2° X 3,2°, що дозволяє вважати його ширококутним. У той же час розміри наносупутників не дозволяють розмістити моніторингову систему у ширших кутах при прийнятній чутливості, для цього потрібні апарати більшого розміру.
Першим ширококутним рентгенівським телескопом, побудованим за схемою Енджела, став Lobster Eye Imager for Astronomy (LEIA), запущений на китайському космічному апараті-демонстраторі технологій SATech‑01 в 2022 році. LEIA має кут огляду 18,6° X 18,6° і включає 36 мікроканальних пластин, об'єднаних у 4 групи по 9. Зображення, що формується кожною групою, реєструється одним з чотирьох КМОН-сенсорів, кожен з яких має розміри 60 X 60 мм і матрицю 4096 X 4096 пікселів. Рентгенівський телескоп WXT космічної обсерваторії Einstein Probe, запущеної в січні 2024 року, забезпечує одночасний огляд приблизно 1/12 частини небесної сфери і складається з 12 модулів, кожен з яких аналогічний LEIA. Планується використання рентгенівських телескопів з оптикою «очей лобстера» на американському (проєкт TAO ‑ ISS) та європейському (ISS ‑ Lobster) сегментах МКС, у проєктах THESEUS, SVOM, SMILE та інших.
Оптика типу «очей лобстера» також знаходить застосування в медицині та системах безпеки. На її базі можливе створення портативних приладів для реєстрації розсіяного об'єктами рентгенівського випромінювання, таких як LEXID (Lobster-Eye X-ray Inspection Device), розроблений компанією Physical Optics Corporation, що дозволяє виявляти предмети, розташовані за перешкодами.